# ソフィア市電
ソフィア市電はブルガリアの首都ソフィアにおける主要公共交通機関である。1901年1月1日に運行を開始した。2006年時点において、トラムは狭軌・ 標準軌を合算して約308キロメートルの線路（複線区間は二重に計算）を有している。線路のほとんどは狭軌（1009 mm）であるが、20番線、22番線および23番線には標準軌（1435 mm）が用いられており、トラム網全体では約40キロメートルが標準軌となっている。

## 歴史
1898年12月1日、市の当局はフランスおよびベルギーの会社に路面電車網建設の許可を与えた。約1年強の工事を経て、1901年1月1日に最初の路線が正式に運行を開始した。当初は25台の電動車および10台の付随車、ならびに合算して23キロメートルとなる狭軌（1,000 mm）の6路線で操業を行っていた。

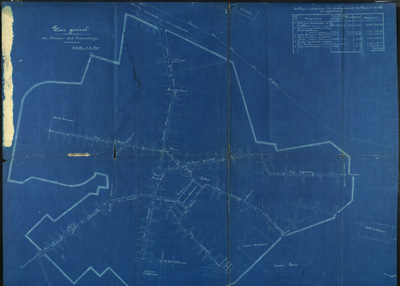
1909年のトラム網

1901年から1931年の間はさまざまなヨーロッパの製造業者から電動車および付随車を購入していたものの、1931年にブルガリアは技術者Teodosiy Kardalevの監督のもと車両の内製を開始した。これらの車両はKardalev's carriagesとして知られている。1936年には、DTO (Дирекция на трамваите и осветлението - Direktsia na tramvaite i osvetlenieto：ソフィア市営トラム・照明局）のブランドのもとで最初のブルガリア製電動車が製造された。当初は、中古の車台が製造に用いられていた。
1934年には、Krasno selo地区に最初の大きな車庫が建設され、1951年には新しいモデルの車両を製造する工場が建設された。この車両製造業者（ブルガリア語: Трамваен завод - Tramvaen zavod：トラム工場、として知られている）は1990年に"Трамкар"（Tramkar：トラム車両）と命名され、2008年までこの社名での登録会社であった。1959年にTramkarは155台のDTOおよびRepublikaブランドの電動車を製造しており、これは最初の完全国産トラム車両であった。最後に製造されたトラム車両であるT8M-900は1991年に納入され、現在も使用されている。これ以降、工場は古い車両の修理やリノベーションのために用いられている。
ソフィア市電で最初の標準軌路線は1987年に操業を開始した。それまでは、全ての路線は名目上1,000mmの狭軌（メーターゲージ）であったが、実際は1,009 mmの狭軌として建設されていた。それから8年後の1995年、2番目の標準軌路線が完成した。それ以降はソフィア地下鉄の整備に注力するようになったため、新たなトラム路線は建設されていない。

## トラム路線

ソフィアのトラム網

| 系統番号                                           | 運行経路                                                                          |
| -------------------------------------------------- | --------------------------------------------------------------------------------- |
| 1                                                  | イヴァンヴァゾフ - NDK - マケドニア広場 - 中央駅 - 地下鉄Kn. M. Luiza駅           |
| 3                                                  | Zaharna Fabrika - 地下鉄Konstantin Velichkov駅 - 中央駅 - Orlandovtsi             |
| 4                                                  | Nikola Petkov - マケドニア広場 - 中央駅 - Orlandovtsi                             |
| 5                                                  | Knyazhevo - Krasno selo - マケドニア広場 - Sadebna palata                         |
| 6                                                  | Ivan Vazov - 国立文化宮殿 - マケドニア広場 - 中央駅 - 地下鉄Beli Dunav駅 - Obelya |
| 7                                                  | Borovo - 国立文化宮殿 - マケドニア広場 - 中央駅 - 地下鉄Han Kubrat駅              |
| 8                                                  | Lyulin-5 - 地下鉄Vardar駅 - マケドニア広場 - Sadebna palata                       |
| 10                                                 | Zapaden Park - マケドニア広場 - Srebarna str. - 地下鉄ヴィトシャ駅                |
| 11                                                 | Knyazhevo - 地下鉄Konstantin Velichkov駅 - Iliyantsi                              |
| 12                                                 | Iliyantsi - 中央駅 - 聖ネデリャ広場 - Journalist sq.                              |
| 18                                                 | Orlandovtsi - 聖ネデリャ広場 - Journalist sq.                                     |
| 20                                                 | Iskar Depot - Poduyane駅 - Central Sofia Market Hall - 地下鉄Opalchenska駅        |
| 22                                                 | East station - Poduyane駅 - 地下鉄Konstantin Velichkov駅 - Krasna polyana Depot   |
| 23                                                 | Mladezhki theater - Poduyane駅 - Iskarsko Shose - Obikolna Street                 |
| 1,009mm（名目上）メーターゲージ 1,435 mm（標準軌） |                                                                                   |